# كورادو غوتسانتي
كورادو غوتسانتي (بالإيطالية: Corrado Guzzanti)‏ (وُلد بروما، 17 مايو 1965) هو ممثل كوميدي، وكاتب سيناريو إيطالي. ممثل ساخر شهير، خلال حياته المهنية تخصص في تقليد الشخصيات الشهيرة من عالم السياسة والصحافة، والترفيه والدين، وفي الوقت نفسه قد اخترع شخصيات جديدة، مستلهم من حياة المجتمع المعاصر. ابن سياسي وصحافي، وشقيق الممثلة سابينا غوتسانتي، وحفيد وزير سابق إيليو غوتسانتي (عم والده).

## روابط خارجية
- كورادو غوتسانتي على موقع IMDb (الإنجليزية)
- كورادو غوتسانتي على موقع ألو سيني (الفرنسية)
- كورادو غوتسانتي على موقع ميوزك برينز (الإنجليزية)
- كورادو غوتسانتي على موقع أول موفي (الإنجليزية)
- كورادو غوتسانتي على موقع ديسكوغز (الإنجليزية)
- كورادو غوتسانتي على موقع قاعدة بيانات الفيلم (الإنجليزية)
- كورادو غوتسانتي على موقع كينوبويسك (الروسية)